# Championnat du Venezuela de football 1979
Navigation
Saison 1978 Saison 1980
La saison 1979 du championnat du Venezuela de football est la vingt-troisième édition du championnat de première division professionnelle au Venezuela et la cinquante-neuvième saison du championnat national.
Le championnat est disputé en deux phases :
- lors de la première, les douze équipes s'affrontent deux fois, à domicile et à l'extérieur. Les six premiers du classement à l'issue de cette phase se qualifie pour la Liguilla, la poule pour le titre.
- la deuxième phase est la Liguilla proprement dite, qui voit les six qualifiés s'affronter à nouveau deux fois, à domicile et à l'extérieur. Le club en tête à l'issue de cette phase est déclaré champion et se qualifie pour la Copa Libertadores 1980 en compagnie de son dauphin.

C'est le club du Deportivo Tachira qui met fin au règne du Portuguesa FC (tenants du titre depuis 4 ans) en remportant la compétition, après avoir terminé en tête de la Liguilla devant le Deportivo Galicia et l'ULA Mérida. C'est le tout premier titre de champion du Venezuela de l'histoire du club.

## Les clubs participants
| - Deportivo Portugués - Deportivo Tachira - Deportivo Italia - Portuguesa FC - Atlético Zamora - Miranda-Canarias | - Deportivo Galicia - Atlético Falcon - Estudiantes de Mérida - Valencia FC - UD Lara - ULA Mérida |

## Compétition
Le barème utilisé pour établir les différents classements est le suivant :
- Victoire : 2 points
- Match nul : 1 point
- Défaite : 0 point

### Première phase
| Rang | Équipe                | Pts | J  | G  | N  | P  | Bp | Bc | Diff |
| ---- | --------------------- | --- | -- | -- | -- | -- | -- | -- | ---- |
| 1    | Deportivo Tachira     | 29  | 22 | 11 | 7  | 4  | 29 | 16 | +13  |
| 2    | ULA Mérida            | 28  | 22 | 11 | 6  | 5  | 30 | 17 | +13  |
| 3    | Deportivo Galicia     | 27  | 22 | 7  | 13 | 2  | 18 | 10 | +8   |
| 4    | Atlético Zamora       | 26  | 22 | 8  | 10 | 4  | 25 | 17 | +8   |
| 5    | Estudiantes de Mérida | 26  | 22 | 11 | 4  | 7  | 23 | 17 | +6   |
| 6    | Portuguesa FCT        | 25  | 22 | 8  | 9  | 5  | 19 | 12 | +7   |
| 7    | Deportivo Italia      | 24  | 22 | 9  | 6  | 7  | 30 | 25 | +5   |
| 8    | UD Lara               | 23  | 22 | 9  | 5  | 8  | 27 | 26 | +1   |
| 9    | Deportivo Portugués   | 21  | 22 | 8  | 5  | 9  | 32 | 34 | -2   |
| 10   | Valencia FC           | 16  | 22 | 5  | 6  | 11 | 18 | 27 | -9   |
| 11   | Miranda-Canarias      | 11  | 22 | 2  | 7  | 13 | 19 | 42 | -23  |
| 12   | Atlético Falcon       | 8   | 22 | 2  | 4  | 16 | 16 | 43 | -27  |

|  | Qualification pour la Liguilla |
|  | T : Tenant du titre            |

- Portuguesa FC se voit refuser la qualification pour la Liguilla en raison de dettes impayées envers la fédération vénézuélienne de football; sa place revient donc au Deportivo Italia.

### Liguilla
| Rang | Équipe                | Pts | J  | G | N | P | Bp | Bc | Diff |
| ---- | --------------------- | --- | -- | - | - | - | -- | -- | ---- |
| 1    | Deportivo Tachira     | 13  | 10 | 6 | 1 | 3 | 15 | 7  | +8   |
| 2    | Deportivo GaliciaC    | 13  | 10 | 6 | 1 | 3 | 17 | 7  | +10  |
| 3    | ULA Mérida            | 12  | 10 | 5 | 2 | 3 | 11 | 6  | +5   |
| 4    | Deportivo Italia      | 11  | 10 | 4 | 3 | 3 | 9  | 7  | +2   |
| 5    | Atlético Zamora       | 6   | 10 | 2 | 2 | 6 | 9  | 16 | -7   |
| 6    | Estudiantes de Mérida | 5   | 10 | 0 | 5 | 5 | 3  | 21 | -18  |

|  | Qualification pour la Copa Libertadores 1980               |
|  | T : Tenant du titre C : Vainqueur de la Coupe du Venezuela |

- Le Deportivo Tachira est déclaré champion car il a terminé devant le Deportivo Galicia lors de la première phase.

## Bilan de la saison
| Championnat du Venezuela de football 1979 |                               |
| Champion                                  | Deportivo Tachira (1er titre) |
| Coupes et trophées                        |                               |
| Vainqueur de la Coupe du Venezuela 1979   | Deportivo Galicia             |
| Qualifications continentales              |                               |
| Copa Libertadores 1980                    | Deportivo Tachira             |
| Copa Libertadores 1980                    | Deportivo Galicia             |
| Promotions et relégations                 |                               |
| Promus en Primera División                | Aucun                         |
| Relégués en Segunda A                     | Aucun                         |